# Prasinocyma scintillans
Prasinocyma scintillans är en fjärilsart som beskrevs av W. Warren 1906. Prasinocyma scintillans ingår i släktet Prasinocyma och familjen mätare. Inga underarter finns listade i Catalogue of Life.